# Американка (фильм, 1997)
«Америка́нка» — российский художественный фильм Дмитрия Месхиева по повести Юрия Короткова.

## Сюжет
Действие происходит в 1977 году (идёт подготовка к 60-летию Советской власти) в провинциальном советском городке (фильм снимался во Пскове). Старшеклассники, отрастив битловские патлы и вставив в клетчатые брюки разноцветные клинья, вступают в пору взросления. В школе — сплошные запреты и идеологические промывки мозгов. А на улице — полная свобода: мелкие кражи, кровавые драки на танцплощадках с ребятами из соседних районов и первая любовь. Главный герой, девятиклассник Серёжа Колядко, влюблён в Таньку, бывшую девушку своего брата, погибшего в аварии. В течение фильма Колядко несколько раз является его погибший брат, то спасая его от преследующей шпаны из соседнего района, то сопровождая поезд. Он соглашается с ней на «американку» — пари, по условиям которого проигравший обязан исполнить любое желание победителя. Фильм заканчивается отъездом Сергея в другой город на обучение. Он клянётся, что совершит открытия, вернется через 10 лет обратно, женится на Таньке, у них будет трое детей. Сообщается, что всё это сбылось.

## В ролях
- Сергей Васильев — Серёжа Колядко
- Наталья Данилова — Танька
- Нина Усатова — Матильда Вячеславовна
- Алиса Гребенщикова — Динка Огурцова
- Виктор Бычков — Третьяков, бывший уголовник
- Юрий Кузнецов — милиционер Дядя Миша
- Андрей Краско — сосед
- Александр Половцев — Яша
- Оксана Базилевич — Антонина, старшая сестра Лёшки
- Михаил Вассербаум — Лёха (жених, впоследствии муж Антонины)
- Олег Фёдоров — Кисель
- Фёдор Лавров — Кочет
- Константин Василевский — Дёма
- Игорь Зоркин — Брат
- Денис Сладкевич — Ложечевский
- Павел Стогов — Петька Чёрный
- Василина Стрельникова — Надя
- Ольга Тарасенко — Варька

## Съёмочная группа
- Режиссёр — Дмитрий Месхиев
- Автор сценария — Юрий Коротков
- Композитор — Ирина Цеслюкевич
- Оператор — Сергей Мачильский
- Художник — Наталья Кочергина
- Саундтрек — Алексей Бухаров (группа JEEVES)

## Создание
Фильм снимался в Пскове, основные сцены сняты в районе Запсковья. Как отмечал режиссёр Дмитрий Месхиев: «Фильм от первого до последнего кадра будет снят в Пскове. Не только „натура“, но и действия внутри помещений, в квартире. У вашего города есть своя атмосфера, свой дух <…>. Самой большой радостью я назвал бы встречу с псковским художником Александром Стройло. Я теперь уже и не представляю, как бы мы без него работали. Прочитав сценарий, он предложил нам практически все места съемок, и мы в подавляющем большинстве с ним согласились. Огромное спасибо городской администрации за помощь в организации и проведении съемок. Я такого не ожидал. Честное слово. Особенно мы боялись за некоторые „сложные объекты“ съемки, например на железной дороге. Но все проблемы решались быстро, как в сказке».
Автор сценария Юрий Коротков так вспоминает о съёмках: «В процесс съёмки вмешалась суровая реальность. Это был предкризисный год: не хватало денег до такой степени, что актёры приезжали на съёмки за свой счёт, группа работала почти бесплатно, и встал вопрос — либо закрывать картину, либо снимать задёшево. В результате, меня вызвали в Псков с просьбой убрать из сценария всё, что требовало денег».

## Ремейк
С августа по октябрь 2012 года в Астрахани проходили съёмки ремейка картины. В 2015 году картина вышла в прокат под названием «Однажды».